# Шустер, Саймон
Саймон Шустер (англ. Simon Shuster; род. 1983, Москва) — американский журналист, редактор. Корреспондент журнала Time с 2013 года.

## Биография
Родился в Москве. В 1989 году его семья эмигрировала в Соединённые Штаты Америки. Шустер вырос в Сан-Франциско. Окончил Стэнфордский университет. Являлся редактором студенческой газеты The Stanford Daily.
В 2006 году Саймон Шустер возвращается в Москву, где работает журналистом, освещая политику России и соседних государств для The Moscow Times, Ассошиэйтед Пресс, Рейтер в течение следующих семи лет.
В 2013 году он стал писать для Time. С началом российско-украинского конфликта начал отображать его развитие в своих статьях. После статьи «В России — преступление без наказания» о сбитом Boeing 777 в Донецкой области ему был запрещён въезд в Российскую Федерацию. В связи с этим Шустер переехал для работы в Берлин, где отвечал за освещение событий в Европе и постсоветском пространстве. В феврале 2020 года переехал в Нью-Йорк.
В апреле 2022 года во время российского вторжения на Украину Шустер провёл две недели с президентом Украины Владимиром Зеленским и его окружением. По результатам поездки он стал автором статьи для Time в номере, вышедшем с фото Зеленского на обложке. В июле 2022 года объявил о выходе своей первой книги «Когда мир наблюдает: Владимир Зеленский и война на Украине», которая будет опубликована издательством HarperCollins.
Вышедшая в октябре 2023 года статья Шустера «Никто так не верит в нашу победу, как я, никто» о действиях Зеленского и вызовах во внешней и внутренней политике Украины в ходе российского вторжения вызвала широкий резонанс в украинском обществе.

## Награды
- Орден «За заслуги» III степени (23 августа 2022) — За значительные личные заслуги в укреплении межгосударственного сотрудничества, поддержку государственного суверенитета и территориальной целостности Украины, весомый вклад в популяризацию Украинского государства в мире[11].